# Lohoodon lushiensis
Lohoodon lushiensis és una espècie extinta de mamífer mesonic de la família dels mesoníquids que visqué a Àsia durant l'Eocè. Se n'han trobat restes fòssils a la Xina. Es tracta de l'única espècie del gènere Lohoodon. Anteriorment es classificava entre els hapalodèctids, però fou traslladat a la seva família actual juntament amb Metahapalodectes per l'absència d'un solc reentrant a la superfície mesial de les dents molars. El nom genèric Lohoodon significa ‘dent del Loho’, mentre que el nom específic lushiensis significa 'de Lushi' en llatí.